# Miyanokoshi-juku

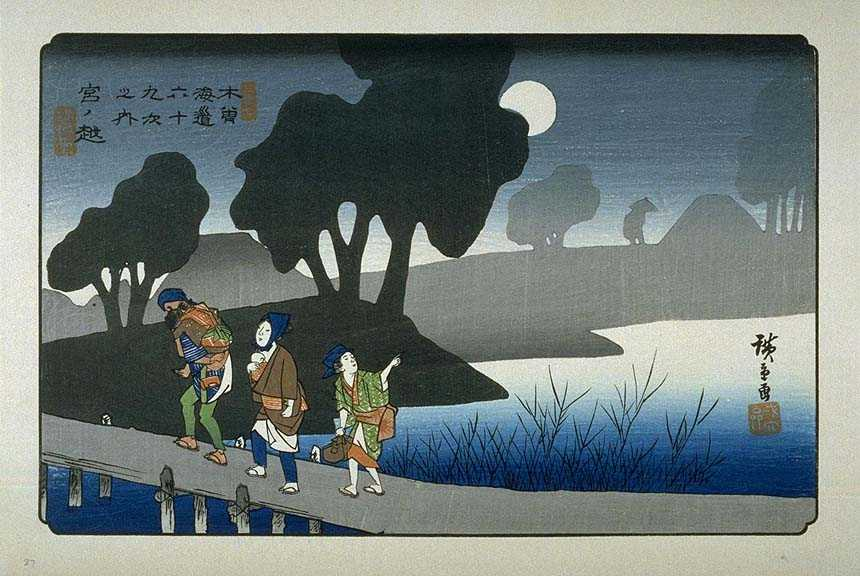
Miyanokoshi-juku, estampe de Hiroshige de la série Les Soixante-neuf Stations du Kiso Kaidō.

Miyanokoshi-juku (宮ノ越宿, Miyanokoshi-juku) était la trente-sixième des soixante-neuf stations du Nakasendō et aussi la quatrième des onze stations du Kisoji. Elle est située dans la ville moderne de Kiso, dans le district de Kiso de la préfecture de Nagano au Japon.

## Histoire
Minamoto no Yoshinaka a passé son enfance à Miyanokoshi et il y a toujours de nombreuses ruines et beaucoup de souvenirs se rapportant à sa personne dans la ville. C'était en outre un lieu d'origine de beaucoup de charpentiers de la région de Kiso.

## Stations voisines
Nakasendō et Kisoji
Yabuhara-juku – Miyanokoshi-juku – Fukushima-juku